# Marsa al-Burayqah
Marsa al-Burayqah (marsā:havn) (arabisk: مرسى البريقة) er en olieehavn og by i det nordøslige Libyen, inderst i det nordøstlige hjørne af Sidrabugten. Siden 2007 har området vært en del af kommunen Ajdabiya.
Området var ubebygget indtil 1960, da det blev bestemt at stedet skulle være endestationen for Libyens første olieledning fra indlandet. Al Burayqah består af flere bosætningsdele med i alt 13.780 indb. (2007). Selve byen havde i 2010 ca. 7.300 indbyggere, blev bygget af betonelementer. Lidt nordøst byen langs kysten ligger boligområdet New Brega  for raffinaderiets ansatte. I dag er det flere olie- og gasledninger samt olieraffinaderier i området. Oliehavne drives af Brega Oil Marketing Company, der ejes af det libyske statsselskab  National Oil Corporation. 
10 km øst for Al Burayqah ligger det tekniske universitet Bright Star University of Technology. 3 km syd for byen og nær ved  landevejen til Ajdabiya ligger lufthavnen Al Burayqah (engl. Marsa Brega Airport), som har flyforbindelse til  Tripoli. 
Området blev under den italienske koloniperiode omtalt som Mersa Brega, Marsa el-Brega. Under 2. verdenskrig omtalte den tyske øverstkommanderende for Afrikakorpset Erwin Rommel under Felttoget i Nordafrika i 1941 stedet som «porten til Cyrenaika».
Under Oprøret i Libyen 2011 erobrede oprørerne byen, oliehavnen og lufthavnen. Den 2 og 3. marts forsøgte regeringsstyrkerne uden held at generobre den.